# Castrul roman de la Titești
Castrul roman de la Titești este situat în județul Vâlcea.

## Descriere
Fortificația se află pe dealul Cazanului, în apropierea intersecției pârâurilor Barbului și Valea Satului, în punctul Cetate, la 800 de metri vest de actualul sat Titești, Vâlcea. La suprafață se observă o elevație a pământului de formă patrulateră, precum și fostele săpături arheologice. S-a subliniat o singură fază constructivă.
Incinta măsoară 56,60 m pe 48,20 m și este din piatră îmbinată cu mortar. 
Cele două porți, care sunt inegale ca mărime, sunt localizate pe laturile scurte și nu sunt supravegheate de turnuri. Pe latura de est se află porta Praetoria. În incintă a fost identificată clădirea de comandă (principia) cu dimensiuni deosebit de mici, de 5,50 m x 9,50 m. Clădirea a fost încadrată cronologic folosind analogii cu castella din jur de la Copăceni (Pretoriul I), Arutela și Rădăcinești, cel mai probabil în timpul domniei lui Hadrian.